# بوصير أنطاكي
البوصير الأنطاكي (باللاتينية: Verbascum antiochium) نوع نباتي يتبع جنس البوصير من الفصيلة الغدبية.

## الموئل والانتشار
موطنه بلاد الشام وتركيا.